# Lieja-Bastoña-Lieja 2024
La 110.ª edición de la clásica ciclista Lieja-Bastoña-Lieja fue una carrera en Bélgica que se celebró el 21 de abril de 2024 con inicio y final en la ciudad de Lieja, con un recorrido de 254,5 kilómetros.
La carrera, además de ser la tercera clásica de las Ardenas, formó parte del UCI WorldTour 2024, siendo la decimonovena carrera de dicho circuito del calendario ciclístico de máximo nivel mundial. El vencedor fue el esloveno Tadej Pogačar del UAE Emirates, quien estuvo acompañado en el podio por el francés Romain Bardet del dsm-firmenich PostNL y el neerlandés Mathieu van der Poel del Alpecin-Deceuninck, segundo y tercer clasificado respectivamente.

## Recorrido
La Lieja-Bastoña-Lieja disponía de un recorrido total de 254,5 kilómetros similar con la edición anterior, la carrera iniciaba en el municipio francófono de Lieja en Bélgica, muy cerca de las fronteras con Alemania y Luxemburgo, siguiendo un recorrido con 11 cotas a través de toda la provincia de Lieja y la municipalidad de Bastoña dentro de la región de Valonia para finalizar nuevamente en Lieja.

## Equipos participantes
Tomaron parte en la carrera 25 equipos: 18 de categoría UCI WorldTeam y 7 de categoría UCI ProTeam. Formaron así un pelotón de 175 ciclistas de los que acabaron 117. Los equipos participantes fueron:
| WorldTeams (18)- AG2R Citroën Team - Alpecin-Deceuninck - Astana Qazaqstan Team - Bahrain Victorious - Bora-Hansgrohe - Cofidis - EF Education-EasyPost - Groupama-FDJ - Ineos Grenadiers - Intermarché-Circus-Wanty - Jumbo-Visma - Movistar Team - Soudal Quick-Step - Arkéa-Samsic - Team DSM - Team Jayco AlUla - Trek-Segafredo - UAE Team Emirates ProTeams (7)- Bingoal WB - Equipo Kern Pharma - Israel-Premier Tech - Lotto Dstny - Team Flanders-Baloise - TotalEnergies - Uno-X Pro Cycling Team |
| |

## Clasificación final
- La clasificación finalizó de la siguiente forma:[5]

| \| Clasificación general \| Clasificación general \| Clasificación general \| Clasificación general \| Clasificación general \| \| Ciclista \| Ciclista \| Equipo \| Tiempo \| \| \| --------------------- \| ---------------------- \| -------------------------- \| --------------------- \| --------------------- \| \| 1.º \| Tadej Pogačar \| UAE Team Emirates \| 6 h 13 min 48 s \| \| \| 2.º \| Romain Bardet \| Team dsm-firmenich PostNL \| + 1 min 39 s \| \| \| 3.º \| Mathieu van der Poel \| Alpecin-Deceuninck \| + 2 min 02 s \| \| \| 4.º \| Maxim Van Gils \| Lotto Dstny \| + 2 min 02 s \| \| \| 5.º \| Aurélien Paret-Peintre \| Decathlon-AG2R La Mondiale \| + 2 min 02 s \| \| \| 6.º \| Mauri Vansevenant \| Soudal Quick-Step \| + 2 min 02 s \| \| \| 7.º \| Valentin Madouas \| Groupama-FDJ \| + 2 min 02 s \| \| \| 8.º \| Alexéi Lutsenko \| Astana Qazaqstan Team \| + 2 min 02 s \| \| \| 9.º \| Pello Bilbao \| Bahrain Victorious \| + 2 min 02 s \| \| \| 10.º \| Thomas Pidcock \| Ineos Grenadiers \| + 2 min 02 s \| \| \| 11.º \| Paul Lapeira \| Decathlon-AG2R La Mondiale \| + 2 min 02 s \| \| \| 12.º \| Tiesj Benoot \| Team Visma \\| Lease a Bike \| + 2 min 02 s \| \| \| 13.º \| Bauke Mollema \| Lidl-Trek \| + 2 min 02 s \| \| \| 14.º \| Alex Aranburu \| Movistar Team \| + 2 min 02 s \| \| \| 15.º \| Dylan Teuns \| Israel-Premier Tech \| + 2 min 02 s \| \| \| 16.º \| Benoît Cosnefroy \| Decathlon-AG2R La Mondiale \| + 2 min 02 s \| \| \| 17.º \| Marc Hirschi \| UAE Team Emirates \| + 2 min 02 s \| \| \| 18.º \| Guillaume Martin \| Cofidis \| + 2 min 02 s \| \| \| 19.º \| Ion Izagirre \| Cofidis \| + 2 min 02 s \| \| \| 20.º \| Aleksandr Vlásov \| Bora-Hansgrohe \| + 2 min 02 s \| \| |                        |                            |                 |
| |                        |                            |                 |
| Fuente: ProCyclingStats |                        |                            |                 |
| Clasificación general |                        |                            |                 |
| Ciclista | Ciclista               | Equipo                     | Tiempo          |
| 1.º | Tadej Pogačar          | UAE Team Emirates          | 6 h 13 min 48 s |
| 2.º | Romain Bardet          | Team dsm-firmenich PostNL  | + 1 min 39 s    |
| 3.º | Mathieu van der Poel   | Alpecin-Deceuninck         | + 2 min 02 s    |
| 4.º | Maxim Van Gils         | Lotto Dstny                | + 2 min 02 s    |
| 5.º | Aurélien Paret-Peintre | Decathlon-AG2R La Mondiale | + 2 min 02 s    |
| 6.º | Mauri Vansevenant      | Soudal Quick-Step          | + 2 min 02 s    |
| 7.º | Valentin Madouas       | Groupama-FDJ               | + 2 min 02 s    |
| 8.º | Alexéi Lutsenko        | Astana Qazaqstan Team      | + 2 min 02 s    |
| 9.º | Pello Bilbao           | Bahrain Victorious         | + 2 min 02 s    |
| 10.º | Thomas Pidcock         | Ineos Grenadiers           | + 2 min 02 s    |
| 11.º | Paul Lapeira           | Decathlon-AG2R La Mondiale | + 2 min 02 s    |
| 12.º | Tiesj Benoot           | Team Visma \| Lease a Bike | + 2 min 02 s    |
| 13.º | Bauke Mollema          | Lidl-Trek                  | + 2 min 02 s    |
| 14.º | Alex Aranburu          | Movistar Team              | + 2 min 02 s    |
| 15.º | Dylan Teuns            | Israel-Premier Tech        | + 2 min 02 s    |
| 16.º | Benoît Cosnefroy       | Decathlon-AG2R La Mondiale | + 2 min 02 s    |
| 17.º | Marc Hirschi           | UAE Team Emirates          | + 2 min 02 s    |
| 18.º | Guillaume Martin       | Cofidis                    | + 2 min 02 s    |
| 19.º | Ion Izagirre           | Cofidis                    | + 2 min 02 s    |
| 20.º | Aleksandr Vlásov       | Bora-Hansgrohe             | + 2 min 02 s    |

## Ciclistas participantes y posiciones finales
Convenciones:
- AB: Abandono
- FLT: Retiro por llegada fuera del límite de tiempo
- NTS: No tomó la salida
- DES: Descalificado o expulsado

## UCI World Ranking
La Lieja-Bastoña-Lieja otorgó puntos para el UCI World Ranking para corredores de los equipos en las categorías UCI WorldTeam, UCI ProTeam y Continental. Las siguientes tablas son el baremo de puntuación y los diez corredores que obtuvieron más puntos:
| Posición   | 1.º | 2.º | 3.º | 4.º | 5.º | 6.º | 7.º | 8.º | 9.º | 10.º | 11.º | 12.º | 13.º | 14.º | 15.º | 16.º-20.º | 21.º-30.º | 31.º-50.º | 51.º-55.º | 56.º-60.º |
| Puntuación | 800 | 640 | 520 | 440 | 360 | 280 | 240 | 200 | 160 | 135  | 110  | 95   | 85   | 65   | 55   | 50        | 30        | 15        | 10        | 5         |

| Clasificación |                        |                            |        |
| Posición      | Ciclista               | Equipo                     | Puntos |
| ------------- | ---------------------- | -------------------------- | ------ |
| 1.º           | Tadej Pogačar          | UAE Emirates               | 800    |
| 2.º           | Romain Bardet          | dsm-firmenich PostNL       | 640    |
| 3.º           | Mathieu van der Poel   | Alpecin-Deceuninck         | 520    |
| 4.º           | Maxim Van Gils         | Lotto Dstny                | 440    |
| 5.º           | Aurélien Paret-Peintre | Decathlon AG2R La Mondiale | 360    |
| 6.º           | Mauri Vansevenant      | Soudal Quick-Step          | 280    |
| 7.º           | Valentin Madouas       | Groupama-FDJ               | 240    |
| 8.º           | Alexey Lutsenko        | Astana Qazaqstan           | 200    |
| 9.º           | Pello Bilbao           | Bahrain Victorious         | 160    |
| 10.º          | Thomas Pidcock         | INEOS Grenadiers           | 135    |